# Single numer jeden w roku 2020 (Polska)
Notowania AirPlay – Top, AirPlay – Nowości i AirPlay – TV, publikowane przez Związek Producentów Audio-Video, kompletowane są przez BMAT w oparciu o cotygodniową liczbę odegrań w radio oraz wyświetleń w telewizji. Poniżej znajdują się tabele prezentujące najpopularniejsze single, najwyżej debiutujące nowości oraz najczęściej emitowane teledyski w muzycznych stacjach telewizyjnych w danych tygodniach w roku 2020.

## AirPlay – Top i AirPlay – Nowości
| Data            | AirPlay – Top                                   | AirPlay – Top                   | AirPlay – Top | AirPlay – Nowości                            | AirPlay – Nowości                              | AirPlay – Nowości |
| Data            | Wykonawca                                       | Utwór                           | Źródło        | Wykonawca                                    | Utwór                                          | Źródło            |
| --------------- | ----------------------------------------------- | ------------------------------- | ------------- | -------------------------------------------- | ---------------------------------------------- | ----------------- |
| 4 stycznia      | Camila Cabello                                  | „Liar”                          | [ 1 ]         | Foothills feat. Dominique Le Mon             | „For Good”                                     | [ 2 ]             |
| 11 stycznia     | Maroon 5                                        | „Memories”                      | [ 3 ]         | Felix Jaehn i Vize feat. Miss Li             | „Close Your Eyes”                              | [ 4 ]             |
| 18 stycznia     | Maroon 5                                        | „Memories”                      | [ 5 ]         | —                                            | —                                              | —                 |
| 25 stycznia     | Cleo                                            | „Dom”                           | [ 6 ]         | Ava Max                                      | „Salt”                                         | [ 7 ]             |
| 1 lutego        | Shanguy                                         | „Désolée (Paris/Paname)”        | [ 8 ]         | Piotr Cugowski                               | „Takich jak my nie znał świat”                 | [ 9 ]             |
| 8 lutego        | The Weeknd                                      | „Blinding Lights”               | [ 10 ]        | Camila Cabello feat. DaBaby                  | „My Oh My”                                     | [ 11 ]            |
| 15 lutego       | Shanguy                                         | „Désolée (Paris/Paname)”        | [ 12 ]        | Shakira i Anuel AA                           | „Me Gusta”                                     | [ 13 ]            |
| 22 lutego       | Shanguy                                         | „Désolée (Paris/Paname)”        | [ 14 ]        | Smith & Thell                                | „Goliath”                                      | [ 15 ]            |
| 29 lutego       | Sanah                                           | „Szampan”                       | [ 16 ]        | Enej                                         | „Ostatni raz”                                  | [ 17 ]            |
| 7 marca         | The Weeknd                                      | „Blinding Lights”               | [ 18 ]        | Marcin Maciejczak                            | „Jak gdyby nic”                                | [ 19 ]            |
| 14 marca        | Sanah                                           | „Szampan”                       | [ 20 ]        | Selena Gomez                                 | „Feel Me”                                      | [ 21 ]            |
| 21 marca        | Sanah                                           | „Szampan”                       | [ 22 ]        | Gromee i Jesper Jenset                       | „Sweet Emotions”                               | [ 23 ]            |
| 28 marca        | Sanah                                           | „Szampan”                       | [ 24 ]        | Bajm                                         | „Ta sama chwila”                               | [ 25 ]            |
| 4 kwietnia      | Ava Max                                         | „Salt”                          | [ 26 ]        | The Weeknd                                   | „In Your Eyes”                                 | [ 27 ]            |
| 11 kwietnia     | Ava Max                                         | „Salt”                          | [ 28 ]        | Lanberry                                     | „Tracę”                                        | [ 29 ]            |
| 18 kwietnia     | Ava Max                                         | „Salt”                          | [ 30 ]        | Patrycja Markowska                           | „Niepoprawna”                                  | [ 31 ]            |
| 25 kwietnia     | Dua Lipa                                        | „Physical”                      | [ 32 ]        | Kamil Bednarek                               | „Bądź przy mnie”                               | [ 33 ]            |
| 2 maja          | Dua Lipa                                        | „Physical”                      | [ 34 ]        | Stephan F                                    | „Astronomia 2K19”                              | [ 35 ]            |
| 9 maja          | Dotan                                           | „Numb”                          | [ 36 ]        | Daria Zawiałow                               | „Helsinki”                                     | [ 37 ]            |
| 16 maja         | Dotan                                           | „Numb”                          | [ 38 ]        | Jonas Brothers feat. Karol G                 | „X”                                            | [ 39 ]            |
| 23 maja         | Dotan                                           | „Numb”                          | [ 40 ]        | Drenchill feat. Indiiana                     | „Forever Summer”                               | [ 41 ]            |
| 30 maja         | Selena Gomez                                    | „Feel Me”                       | [ 42 ]        | Keanu Silva                                  | „Have You Never Been Mellow”                   | [ 43 ]            |
| 6 czerwca       | Dotan                                           | „Numb”                          | [ 44 ]        | Lizot                                        | „Weekend”                                      | [ 45 ]            |
| 13 czerwca      | The Weeknd                                      | „In Your Eyes”                  | [ 46 ]        | Lost Frequencies, Zonderling i Kelvin Jones  | „Love to Go”                                   | [ 47 ]            |
| 20 czerwca      | Sanah                                           | „Melodia”                       | [ 48 ]        | Audiosoulz                                   | „Missing”                                      | [ 49 ]            |
| 27 czerwca      | Ava Max                                         | „Kings & Queens”                | [ 50 ]        | Robin Schulz i Wes                           | „Alane”                                        | [ 51 ]            |
| 4 lipca         | Ava Max                                         | „Kings & Queens”                | [ 52 ]        | Paweł Domagała                               | „Popatrz na mnie”                              | [ 53 ]            |
| 11 lipca        | Sanah                                           | „Melodia”                       | [ 54 ]        | Gromee feat. Ania Dąbrowska i Abradab        | „Powiedz mi (kto w tych oczach mieszka)”       | [ 55 ]            |
| 18 lipca        | Sanah                                           | „Melodia”                       | [ 56 ]        | LA Vision i Gigi D’Agostino                  | „Hollywood”                                    | [ 57 ]            |
| 25 lipca        | Vize i Tom Gregory                              | „Never Let Me Down”             | [ 58 ]        | Kygo i Tina Turner                           | „What’s Love Got to Do with It”                | [ 59 ]            |
| 1 sierpnia      | Vize i Tom Gregory                              | „Never Let Me Down”             | [ 60 ]        | Patryk Skoczyński                            | „Ruchomy cel”                                  | [ 61 ]            |
| 8 sierpnia      | Vize i Tom Gregory                              | „Never Let Me Down”             | [ 62 ]        | Sobel feat. Michał Szczygieł                 | „Daj mi znać”                                  | [ 63 ]            |
| 15 sierpnia     | Vize i Tom Gregory                              | „Never Let Me Down”             | [ 64 ]        | Olivia Addams                                | „Dumb”                                         | [ 65 ]            |
| 22 sierpnia     | Męskie Granie Orkiestra 2020                    | „Świt”                          | [ 66 ]        | Sanah                                        | „No sory”                                      | [ 67 ]            |
| 29 sierpnia     | twocolors                                       | „Lovefool”                      | [ 68 ]        | Łukasz Zagrobelny                            | „Jeszcze nie raz”                              | [ 69 ]            |
| 5 września      | Ofenbach i Quarterhead feat. Norma Jean Martine | „Head Shoulders Knees & Toes”   | [ 70 ]        | Purple Disco Machine i Sophie and the Giants | „Hypnotized”                                   | [ 71 ]            |
| 12 września     | Męskie Granie Orkiestra 2020                    | „Świt”                          | [ 72 ]        | Krzysztof Zalewski                           | „Annuszka”                                     | [ 73 ]            |
| 19 września     | twocolors                                       | „Lovefool”                      | [ 74 ]        | Baranovski                                   | „Lubię być z nią”                              | [ 75 ]            |
| 26 września     | Michael Patrick Kelly                           | „Beautiful Madness”             | [ 76 ]        | Melody Gardot i Sting                        | „Little Something”                             | [ 77 ]            |
| 3 października  | Ofenbach i Quarterhead feat. Norma Jean Martine | „Head Shoulders Knees & Toes”   | [ 78 ]        | Viki Gabor                                   | „Not Gonna Get It”                             | [ 79 ]            |
| 10 października | Kygo i Tina Turner                              | „What’s Love Got to Do with It” | [ 80 ]        | 24kGoldn feat. Iann Dior                     | „Mood”                                         | [ 81 ]            |
| 17 października | Sanah                                           | „No sory”                       | [ 82 ]        | James Hype feat. Harlee                      | „Afraid”                                       | [ 83 ]            |
| 24 października | Sanah                                           | „No sory”                       | [ 84 ]        | Tiësto                                       | „The Business”                                 | [ 85 ]            |
| 31 października | Sanah                                           | „No sory”                       | [ 86 ]        | Alok i Ilkay Sencan feat. Tove Lo            | „Don’t Say Goodbye”                            | [ 87 ]            |
| 7 listopada     | Sanah                                           | „No sory”                       | [ 88 ]        | Robin Schulz feat. Kiddo                     | „All We Got”                                   | [ 89 ]            |
| 14 listopada    | Baranovski                                      | „Lubię być z nią”               | [ 90 ]        | Grzegorz Hyży                                | „Król nocy”                                    | [ 91 ]            |
| 21 listopada    | Purple Disco Machine i Sophie and the Giants    | „Hypnotized”                    | [ 92 ]        | Gromee feat. Ásdís                           | „Worth It”                                     | [ 93 ]            |
| 28 listopada    | Ava Max                                         | „Who’s Laughing Now”            | [ 94 ]        | Michał Szczygieł                             | „Spontan”                                      | [ 95 ]            |
| 5 grudnia       | Ava Max                                         | „Who’s Laughing Now”            | [ 96 ]        | Sonia Maselik                                | „Święta w nas”                                 | [ 97 ]            |
| 12 grudnia      | Ava Max                                         | „Who’s Laughing Now”            | [ 98 ]        | Gwen Stefani                                 | „Jingle Bells”                                 | [ 99 ]            |
| 19 grudnia      | Purple Disco Machine i Sophie and the Giants    | „Hypnotized”                    | [ 100 ]       | Tate McRae                                   | „You Broke Me First”                           | [ 101 ]           |
| 26 grudnia      | Robin Schulz feat. Kiddo                        | „All We Got”                    | [ 102 ]       | Sanah                                        | „Invisible Dress” (Maro Music x Skytech Remix) | [ 103 ]           |

## AirPlay – TV
| Data            | Wykonawca                        | Teledysk                           | Źródło  |
| --------------- | -------------------------------- | ---------------------------------- | ------- |
| 4 stycznia      | Cleo                             | „Dom”                              | [ 104 ] |
| 11 stycznia     | Defis                            | „Gorące serce”                     | [ 105 ] |
| 18 stycznia     | Shanguy                          | „Désolée (Paris/Paname)”           | [ 106 ] |
| 25 stycznia     | Bayera                           | „Ma Królewno”                      | [ 107 ] |
| 1 lutego        | Bayera                           | „Ma Królewno”                      | [ 108 ] |
| 8 lutego        | Bayera                           | „Ma Królewno”                      | [ 109 ] |
| 15 lutego       | Mateusz Mijal                    | „W Zakopanem Cię poznałem”         | [ 110 ] |
| 22 lutego       | Bayera                           | „Ma Królewno”                      | [ 111 ] |
| 29 lutego       | Mateusz Mijal                    | „W Zakopanem Cię poznałem”         | [ 112 ] |
| 7 marca         | Power Play                       | „Ona to ma”                        | [ 113 ] |
| 14 marca        | Power Play                       | „Ona to ma”                        | [ 114 ] |
| 21 marca        | Playboys                         | „Razem”                            | [ 115 ] |
| 28 marca        | Mateusz Mijal                    | „W Zakopanem Cię poznałem”         | [ 116 ] |
| 4 kwietnia      | Playboys                         | „Razem”                            | [ 117 ] |
| 11 kwietnia     | Topic feat. A7S                  | „Breaking Me”                      | [ 118 ] |
| 18 kwietnia     | Bayera                           | „Ma Królewno”                      | [ 119 ] |
| 25 kwietnia     | Robin Schulz feat. Alida         | „In Your Eyes”                     | [ 120 ] |
| 2 maja          | Dua Lipa                         | „Physical”                         | [ 121 ] |
| 9 maja          | Yves V i Ilkay Sencan feat. Emie | „Not So Bad”                       | [ 122 ] |
| 16 maja         | Daj to głośniej                  | „Zwariowana noc”                   | [ 123 ] |
| 23 maja         | Daj to głośniej                  | „Zwariowana noc”                   | [ 124 ] |
| 30 maja         | Daj to głośniej                  | „Zwariowana noc”                   | [ 125 ] |
| 6 czerwca       | Daj to głośniej                  | „Zwariowana noc”                   | [ 126 ] |
| 13 czerwca      | Daj to głośniej                  | „Zwariowana noc”                   | [ 127 ] |
| 20 czerwca      | Ava Max                          | „Kings & Queens”                   | [ 128 ] |
| 27 czerwca      | Daj to głośniej                  | „Zwariowana noc”                   | [ 129 ] |
| 4 lipca         | Powfu feat. Beabadoobee          | „Death Bed”                        | [ 130 ] |
| 11 lipca        | Sanah                            | „Melodia”                          | [ 131 ] |
| 18 lipca        | Sanah                            | „Melodia”                          | [ 132 ] |
| 25 lipca        | Sanah                            | „Melodia”                          | [ 133 ] |
| 1 sierpnia      | Drenchill feat. Indiiana         | „Forever Summer”                   | [ 134 ] |
| 8 sierpnia      | Jawsh 685 i Jason Derulo         | „Savage Love (Laxed – Siren Beat)” | [ 135 ] |
| 15 sierpnia     | Jawsh 685 i Jason Derulo         | „Savage Love (Laxed – Siren Beat)” | [ 136 ] |
| 22 sierpnia     | Vivat                            | „Oddam ci wszystko”                | [ 137 ] |
| 29 sierpnia     | twocolors                        | „Lovefool”                         | [ 138 ] |
| 5 września      | twocolors                        | „Lovefool”                         | [ 139 ] |
| 12 września     | Weź nie pytaj                    | „Cicha woda”                       | [ 140 ] |
| 19 września     | Weź nie pytaj                    | „Cicha woda”                       | [ 141 ] |
| 26 września     | Vivat                            | „Oddam ci wszystko”                | [ 142 ] |
| 3 października  | Vivat                            | „Oddam ci wszystko”                | [ 143 ] |
| 10 października | Weź nie pytaj                    | „Cicha woda”                       | [ 144 ] |
| 17 października | Vivat                            | „Oddam ci wszystko”                | [ 145 ] |
| 24 października | Vivat                            | „Oddam ci wszystko”                | [ 146 ] |
| 31 października | Iness                            | „Oczy migdałowe”                   | [ 147 ] |
| 7 listopada     | Iness                            | „Oczy migdałowe”                   | [ 148 ] |
| 14 listopada    | Baranovski                       | „Lubię być z nią”                  | [ 149 ] |
| 21 listopada    | Miły Pan                         | „Hop, Hop (Maniury)”               | [ 150 ] |
| 28 listopada    | Baranovski                       | „Lubię być z nią”                  | [ 151 ] |
| 5 grudnia       | Top Girls                        | „To skomplikowane”                 | [ 152 ] |
| 12 grudnia      | Daj to głośniej                  | „Ochotę mam”                       | [ 153 ] |
| 19 grudnia      | Daj to głośniej                  | „Ochotę mam”                       | [ 154 ] |
| 26 grudnia      | Tiësto                           | „The Business”                     | [ 155 ] |